# Tiangong 1
La Tiangong 1 (en xinès: 天宫一号 o traduït literalment en català: Palau Celestial 1) fou la primera estació espacial xinesa, un banc de proves experimental per demostrar encontres orbitals i capacitats d'acoblament. Va ser llançada sense tripulants a bord d'un coet Llarga Marxa 2F/G el 29 de setembre de 2011 i va estar en òrbita terrestre fins a l'abril de 2018.
L'estació espacial fou visitada per una sèrie de naus espacials Shenzhou durant els dos anys de vida operativa. La primera d'aquestes, la Shenzhou 8, era una nau no tripulada que el novembre de 2011 va ser acoblada amb èxit amb el mòdul de l'estació. La segona missió,  la Shenzhou 9, que fou la primera tripulada, seria acoblada el juny de 2012. Una tercera missió tripulada, la Shenzhou 10, fou acoblada el juny de 2013. Un fet important de les missions tripulades a la Tiangong 1 és que van incloure les primeres astronautes xineses, la Liu Yang i la Wang Yaping.
El 21 de març de 2016, després d'una extensió de la missió de dos anys, l'Oficina d'Enginyeria de l'Espai Tripulada de la Xina va anunciar que la Tiangong 1 havia finalitzat oficialment el seu servei. S'havia perdut el contacte amb l'estació. Un parell de mesos més tard, uns aficionats a seguir satèl·lits van poder veure que l'Agència espacial xinesa havia perdut el control de l'estació. El setembre de 2016, després de reconèixer que havien perdut el control sobre l'estació, fonts oficials van especular que l'estació faria la seva reentrada i es cremaria a l'atmosfera a finals del 2017. Finalment, va començar la seva reentrada sobre l'oceà Pacífic sud, al nord-oest de Tahití, el 2 d'abril de 2018 a les 00:16 hores UTC.

## Disseny i desenvolupament
D'acord amb la China National Space Administration (CNSA), el Tiangong-1 és un mòdul de laboratori espacial de 8,5 tones, capaç de suportar l'acoblament de naus espacials autònomes i tripulades. En el 2008, la China Manned Space Engineering Office (CMSEO) va alliberar una breu descripció del Tiangong-1, juntament amb els seus mòduls successors més grans, el Tiangong-2 i Tiangong-3. Un model de l'estació espacial es va revelar en el programa de celebració del cap d'any lunar xinès en la CCTV el 25 de gener de 2009.
En el 29 de setembre de 2008, Zhang Jianqi (张建启), el vice director del CMSEO, va declarar en una entrevista amb la China Central Television (CCTV) que el Tiangong-1 seria llançat en el 2010 o el 2011. Xinhua va declarar més tard que el Tiangong-1 seria llançat a finals del 2010, i que la renovació de l'equip de terra estava en curs. No obstant això, el llançament finalment no es va produir fins al 2011.
A mitjan 2011, es va finalitzar la construcció del Tiangong-1, i els seus sistemes i propietats tèrmiques van ser sotmeses a proves. Les proves es van realitzar també al coet transportador Llarga Marxa 2F on va ser llançat el Tiangong-1; els tècnics van realitzar extenses proves de seguretat sobretot en el coet de l'agost a setembre de 2011, seguit de l'error de llançament d'un coet Llarga Marxa 2C el 18 d'agost.

### Estructura
L'estació espacial Tiangong 1 tenia un volum pressuritzat habitable d'aproximadament de 15 metres cúbics, i utilitzava connectors d'acoblament de tipus APAS passius.
Estructuralment, la Tiangong 1 estava dividida en dues seccions primàries: un mòdul de recursos, on estaven muntats els seus panells solars i sistemes de propulsió, i un mòdul gran, habitable i experimental.

### Instal·lacions a bord
El mòdul experimental de la Tiangong 1 estava equipada amb zona d'exercicis i dues zones per dormir. Les parets interiors de la nau espacial tenien un esquema de pintura de dos colors – un color representatiu de la terra, i l'altre representant del cel. Això estava pensat per ajudar els astronautes a mantenir la seva orientació en gravetat zero. Les càmeres d'alta resolució dels interiors de les missions tripulades permetien ser supervisats des de terra, i les dues estacions per dormir tenien controls individuals d'il·luminació. Les instal·lacions dels inodors i l'equip de cuina per les missions tripulades es proporcionaven per la nau Shenzhou acoblada, en lloc d'estar integrat en el mòdul Tiangong. De manera semblant, un dels tres membres de la tripulació podia dormir en la nau Shenzhou, prevenint l'amuntegament.

## Perfil de missió

### Antecedents
La Tiangong 1 va ser planejada per ser llançada l'agost del 2011, i va ser lliurada al Centre de Llançament de satèl·lits de Jiuquan el 23 de juliol, havent superat una prova d'assaig de llançament el 17 d'agost. No obstant això, després del llançament fallit d'un coet Llarga Marxa 2C a l'agost de 2011, va ser posposat el llançament. Seguit d'una investigació sobre el fracàs del llançament, el llançament de la Tiangong1 va ser reprogramat per a finals de setembre de 2011, en part per coincidir amb el Dia Nacional Xinès l'1 d'octubre.

### Llançament
El 20 de setembre de 2011, la nau es va rodar de nou a la Plataforma 1 de la Zona Sud de Llançament a Jiuquan en preparació per l'intent de llançament reprogramat. El llançament es va produir a les 13:16 UTC del 29 de setembre, situant amb èxit el Tiangong-1 en òrbita terrestre baixa. Televisió xinesa va transmetre una animació del llançament acompanyada d'una versió instrumental de la cançó patriòtica nord-americana America the Beautiful, una selecció de música que després no es va oferir cap explicació.

### Proves i transferències orbitals
El 2 d'octubre de 2011, la Tiangong 1 va finalitzar la segona de dues maniobres de transferència orbital, arribant a una altitud d'apogeu de 362 km. Aquest va ser el precursor d'un programa d'una setmana de proves orbitals, conduïdes des del Beijing Aerospace Command and Control Center, per preparar el mòdul per a futures operacions d'acoblament orbital. El 10 d'octubre, la Tiangong 1 va enviar la seva primera foto orbital, que mostra una vista del seu casc exterior i una antena de satèl·lit.

### Acoblament orbital automàtic

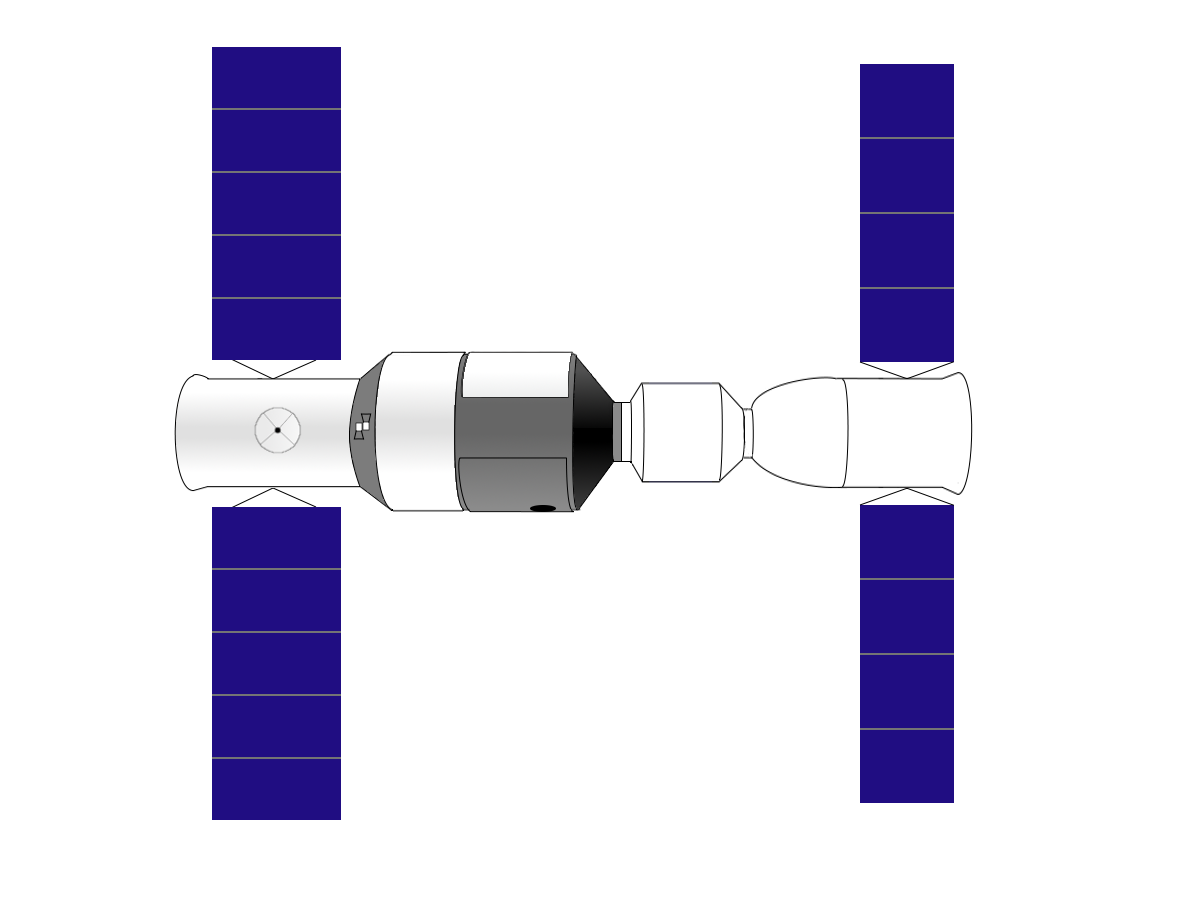
Diagrama del Tiangong-1 (esquerra) acoblada a una nau espacial Shenzhou (dret).

La missió no tripulada Shenzhou 8 es va acoblar amb èxit amb la Tiangong 1 el 2 de novembre de 2011 GMT, realitzant el primer acoblament orbital xinès. El Shenzhou 8 es va desacoblar el 14 de novembre, abans de completar amb èxit un segon encontre i acoblament, posant així a prova la capacitat de reutilització del sistema d'acoblament. El Shenzhou 8 va ser desorbitat el 17 de novembre de 2011, i va caure intacte a Siziwang Banner a Mongòlia Interior. Després de la missió, la CNSA va informar que els sistemes de la Tiangong 1 estaven en condició òptima.

### Missions tripulades

#### Preparacions
El desembre de 2011, el mòdul de la  Tiangong 1 va començar a fer comprovacions internes automàtiques en recerca de gasos tòxics, per assegurar-se que el seu interior era segur per als astronautes en entrar. El gener de 2012, van sorgir informes al·legant que l'avió espacial robòtic americà X-37B estava prop de la Tiangong 1 amb finalitats de vigilància. No obstant això, l'ex-analista orbital de la Força Aèria dels Estats Units d'Amèrica, Brian Weeden més tard va refutar aquesta afirmació, destacant que el X-37B ocupava una òrbita diferent a la del Tiangong-1, i no seria capaç d'observar de prop el mòdul.

#### Shenzhou 9
El març de 2012, es va informar que la Xina havia acabat la selecció de la tripulació inicial de la missió Shenzhou 9. Niu Hongguang, el comandant en cap adjunt de la China Manned Space Engineering Project, va declarar que el Shenzhou 9 s'acoblaria a la Tiangong 1 abans de l'agost de 2012. La nau espacial Shenzhou 9 va ser lliurada al Centre de Llançament de satèl·lits de Jiuquanr per als preparatius del llançament el 9 d'abril de 2012, mentre que el seu coet transportador Llarga Marxa 2F va arribar un mes després, el 9 de maig.
El Shenzhou 9 va ser llançat amb èxit el 16 de juny de 2012, transportant la primera dona astronauta xinesa, Liu Yang. La nau espacial es va acoblar amb la Tiangong 1 el 18 de juny de 2012 a les 14:07 hora de Pequín (06:07 GMT; 07:07 BST).
Després de tres hores, quan les pressions d'aire dins dels dos mòduls es van igualar, el comandant de la missió, Jing Haipeng, va entrar a la Tiangong 1.
El primer acoblament era completament controlat per ordinador, sense la participació dels tres astronautes; però en el segon acoblament, la tripulació va fer guiar l'operació amb èxit el 24 de juny de 2012 a les 12:42 hora de Pequín. El Shenzhou 9 va aterrar amb seguretat a Mongòlia Interior el 29 de juny de 2012. L'agost de 2012, la tripulació del Shenzhou 9 va viatjar a Hong Kong per comentar la seva missió amb estudiants universitaris.

#### Shenzhou 10
El Shenzhou 10 va ser un vol espacial tripulat del Programa Shenzhou de la Xina que va començar l'11 de juny de 2013. Aquest Shenzhou convencional va transportar una tripulació de tres astronautes, entre ells una dona. Durant la missió, la nau espacial Shenzhou s'acoblà al mòdul d'acoblament Tiangong 1.

## Aplicacions futures
L'estació Tiangong 1 pretenia ser un banc de proves per a les tecnologies clau que s'utilitzaren després en la gran estació espacial modular xinesa, que va ser muntada entre 2021 i 2022. A més, les versions modificades de la Tiangong 1 s'utilitzaren com a vehicle espacial de càrrega robòtic per proporcionar subministraments a aquesta estació. La massa de llançament del vehicle de subministrament de la Tiangong 1 està estimada en 13 tones, amb una càrrega útil de prop 6 tones.

## Visibilitat des de la Terra
El Tiangong-1 va ser visible a simple vista només en menors latituds, ja que tenia una inclinació de l'òrbita de 42 graus.